# Alte Sandkaut

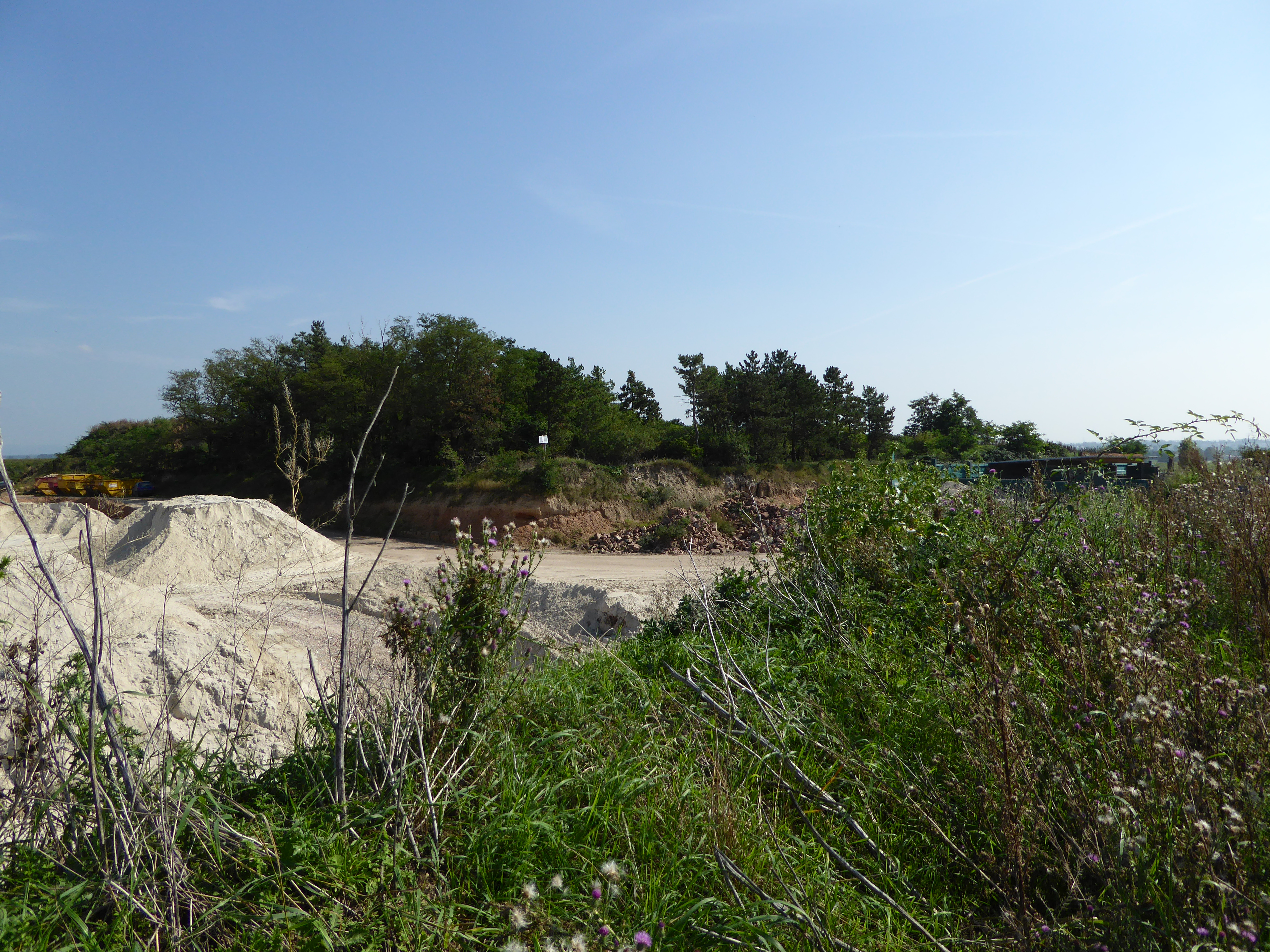
Alte Sandkaut aus Westen

Die Alte Sandkaut auf der Gemarkung der rheinland-pfälzischen Ortsgemeinde Dirmstein ist eine ehemalige Sandgrube, deren Name die mundartliche Bezeichnung für Grube enthält. Heute wird die Alte Sandkaut von einem Betrieb als Produktionsstätte für das Recycling von Baustoffen genutzt. Nach dem Objekt benannt hat sich ein örtlicher Verein für Umwelt-, Dorf- und Landschaftsschutz.

## Geographie

### Lage
Die Alte Sandkaut liegt auf einer Höhe von gut 130 m ü. NHN im Norden der Feldgemarkung von Dirmstein. 600 m südlich fließt auf etwa 110 m Höhe von West nach Ost der Floßbach, nach Norden steigt das Gelände leicht an zur 800 m entfernten Kuppe des Schneckenbergs (143,1 m). Die ehemalige Sandgrube hat etwa 200 m Durchmesser.

### Erreichbarkeit
Vom Wohngebiet aus wird die Alte Sandkaut erreicht nach 1200 m Fahrt über den Heppenheimer Weg, der von der Heuchelheimer Straße (die außerorts als Landesstraße 453 die Städte Grünstadt und Frankenthal verbindet) nach Norden abzweigt und anfangs asphaltiert, später geschottert ist. Die Entfernung der Alten Sandkaut nach Westen zur Landesstraße 455 (Dirmstein–Offstein) beträgt 400 m und nach Osten zur Verlängerung der von Dirmstein nach Norden führenden Stahlbergstraße 600 m, die über unbefestigte Wirtschaftswege zurückzulegen sind.

## Geologie
Während der Eiszeiten kam es in der räumlichen Umgebung der Vergletscherung großer Teile Europas auch im Bereich des heutigen Dirmstein zu allmählichen Abgleitbewegungen der Hänge und zur Abschleifung durch den Wind. Diese Vorgänge führten zu einer Schwemmfächerebene mit Aufschüttungs- bzw. Abtragungsterrassen. Zudem entstanden in trockenkalten Phasen der Würm-Eiszeit durch Windeinflüsse Lössschichten; dabei sammelte sich der Löss vor allem an Verwerfungen sowie im Lee von Kleinmulden an. In einer solchen Mulde, die sich vor einer Abrisskante gebildet hatte, entwickelte sich die Sandanhäufung, die bis in die Neuzeit ausgebeutet wird.

## Geschichte

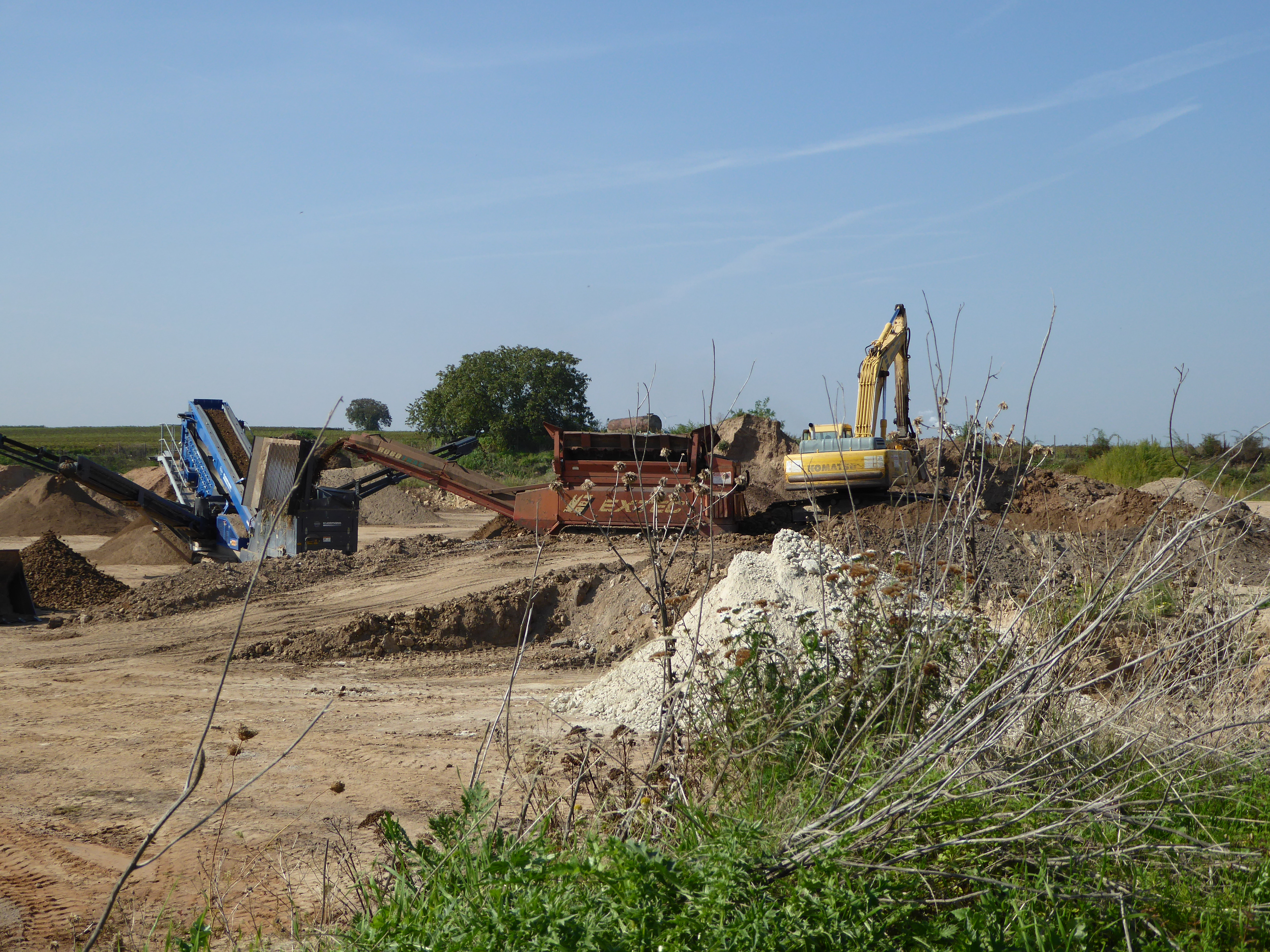
Großflächiger Sandabbau in der Alten Sandkaut

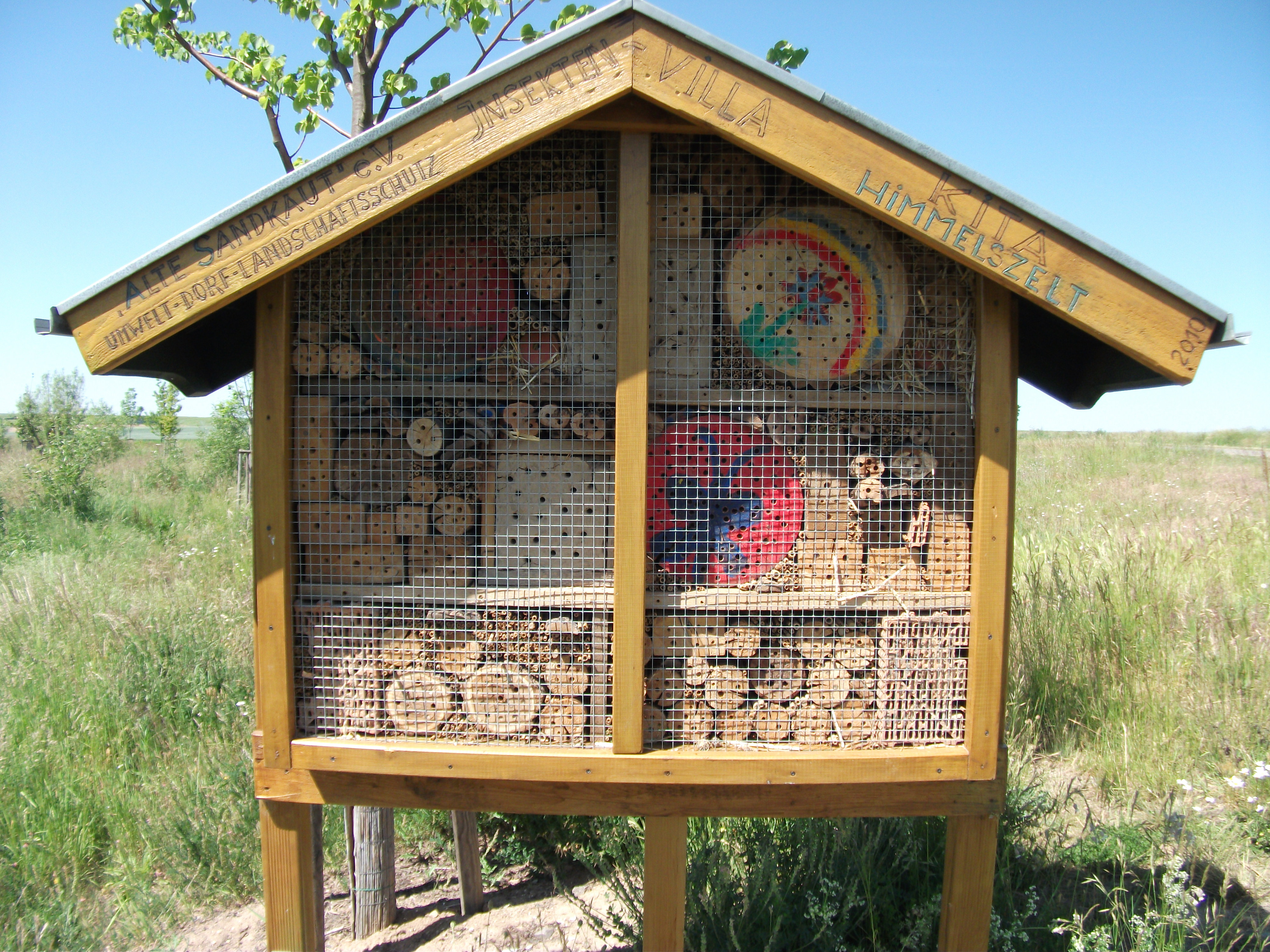
Vom Umweltverein Alte Sandkaut gefertigte „Insektenvilla“ am Floßbach

Nach der Stilllegung der Sandgrube in der zweiten Hälfte des 20. Jahrhunderts wurde das Grubengelände 1989 durch die Ortsgemeinde an einen privaten Industriebetrieb verpachtet, der dort Baustoffe wieder aufarbeitet, aber auch Sand abbaut.
Als Reaktion auf die Verpachtung wurde 1989 zunächst eine Bürgerinitiative, im Januar 1990 der Verein Alte Sandkaut Dirmstein e. V. gegründet, um die namensgebende Sandgrube als Biotop zu bewahren und die Beeinträchtigungen durch die kommerzielle Nutzung möglichst gering zu halten. Heute beschäftigt sich der Verein darüber hinaus allgemein mit Natur- und Landschaftsschutz durch regelmäßige Flurbegehungen sowie mit der Restaurierung von Natur- und Kulturobjekten. Er hat die Patenschaft für Teilstrecken von Eckbach und Floßbach übernommen und versucht, bereits Kindergarten- und Schulkinder für den Naturschutz zu gewinnen.
Nachdem das Gelände anfangs regelmäßig durch Naturschützer besichtigt werden konnte, wurde es nach einigen Jahren eingezäunt und mit einem Tor verschlossen. Seither ist es für Dritte nicht mehr zugänglich.